# Khalid Sebil Lashkari
Khalid Sebil Ibrahim Ahmed Lashkari (in arabo خالد سبيل إبراهيم أحمد لشكري‎?; Abu Dhabi, 22 giugno 1987) è un calciatore emiratino, difensore dell'Al-Wasl.